# Catriló (kommunhuvudort i Argentina)
Catriló är en kommunhuvudort i Argentina.   Den ligger i provinsen La Pampa, i den centrala delen av landet, 500 km väster om huvudstaden Buenos Aires. Catriló ligger 129 meter över havet och antalet invånare är 3 743.
Terrängen runt Catriló är mycket platt. Runt Catriló är det mycket glesbefolkat, med 3 invånare per kvadratkilometer.. Catriló är det största samhället i trakten.
Trakten runt Catriló består till största delen av jordbruksmark.